# Alvalade (Santiago do Cacém)
Alvalade ist eine portugiesische Gemeinde (Freguesia) und Kleinstadt (Vila) des Kreises (Concelho, auch Município) von Santiago do Cacém, mit einer Fläche 161,8 km² mit 1803 Einwohnern (Stand 19. April 2021). Die Bevölkerungsdichte beträgt 11,1 Einwohner pro km².

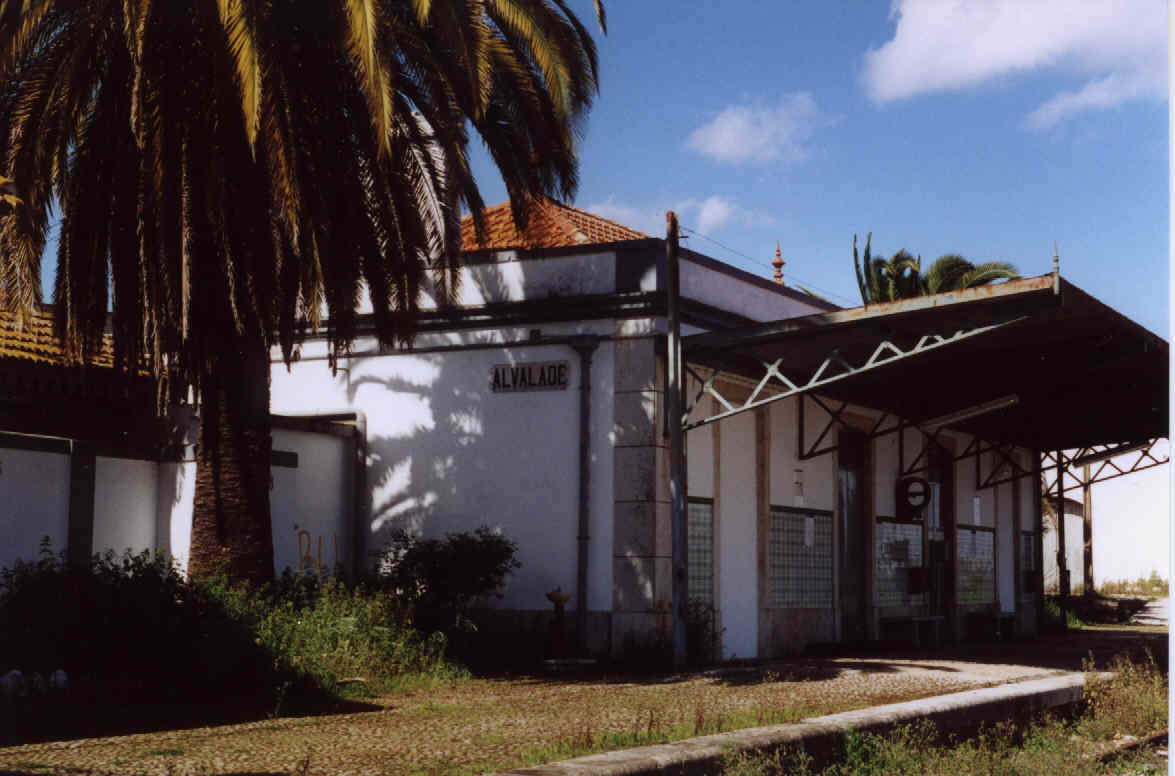
Eisenbahnstation von Alvalade ist seit 2004 stillgelegt

Alvalade hat Stadtrechte bereits im Jahre 1834 erhalten. Heute gilt Alvalade als landwirtschaftliches Zentrum mit einigen Betrieben der Geflügelzucht. Alvalade geht in seiner Gründung auf die Zeit der Mauren zurück (um 900). Der Name des Ortes bedeutet in Arabisch al-balad, von Mauern umgeben. Der Ortskern mit Kirche und kleinem Marktplatz ist typisch alentejanisch und gut erhalten.
Weitere Orte, die zu der Gemeinde gehören sind Vila de Mimosa, Carapetal, Daroeira, Vale de Lobo, Borbolegas und Fontainhas.

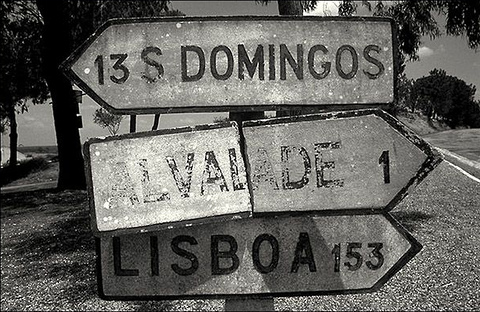
Alvalade im Alentejo

## Historische Bauwerke
- Mittelalterliche Brücke von Alvalade und Brücke über den Fluss Campilhas/Zufluss des Sado
- Pelourinho de Alvalade